# Markus Flemming
Markus Flemming (* 8. März 1968 in München) ist ein ehemaliger deutscher Eishockeytorwart, der in der Eishockey-Bundesliga für den EHC Freiburg und die Düsseldorfer EG sowie in der Deutschen Eishockey Liga für die Adler Mannheim spielte. 

## Spielerkarriere
Der 1,80 m große Goalie begann seine Profikarriere beim EC Bad Nauheim in der 2. Bundesliga, bevor er 1987 zum EHC Freiburg wechselte, mit denen er ein Jahr später in die 1. Bundesliga aufstieg. Zur Saison 1989/90 unterschrieb der Linksfänger einen Vertrag bei der Düsseldorfer EG, für die er in zwei Jahren 78 Spiele absolvierte. 
1991 wechselte Flemming zum EC Hannover in die 2. Bundesliga, eine weitere Station vor seinem Wechsel in die DEL zur Saison 1994/95 war der ESC Frankfurt. Nach einem Jahr bei den Adler Mannheim wechselte Flemming in die zweitklassige 1. Liga zurück zum EC Bad Nauheim, wo er seine Karriere 2002 beendete.
Etwa seit 2005 arbeitet Flemming als Sportpsychologe bei den Eisbären Berlin.

## Karrierestatistik
1und Vorgängerligen

(Legende zur Spielerstatistik: Sp oder GP = absolvierte Spiele; T oder G = erzielte Tore; V oder A = erzielte Assists; Pkt oder Pts = erzielte Scorerpunkte; SM oder PIM = erhaltene Strafminuten; +/− = Plus/Minus-Bilanz; PP = erzielte Überzahltore; SH = erzielte Unterzahltore; GW = erzielte Siegtore; 1 Play-downs/Relegation; Kursiv: Statistik nicht vollständig)